# Klucz nasadowy

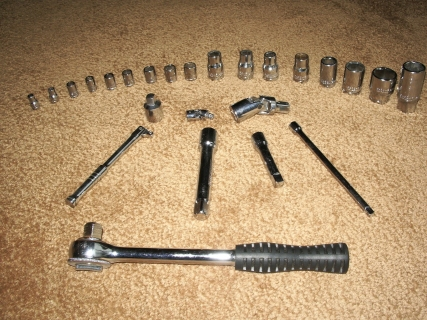
Komplet nasadek z pokrętłami

Klucz nasadowy – narzędzie do odkręcania i dokręcania  śrub i nakrętek, obracania trzpieni itp., zwłaszcza tych, które dostępne są jedynie osiowo. Składa się on z nasadki posiadającej sześciokątny lub dwunastokątny (z możliwością osadzenia na śrubie co każde 30 stopni zamiast standardowych 60 stopni) otwór na nakrętkę (łeb śruby) oraz trzpienia prostego z uchwytem w kształcie litery T lub przetyczką (klucz sztorcowy) lub wygiętego (klucz fajkowy). Niektóre specjalne klucze nasadowe mają otwór w nasadce o innym kształcie, np. klucz do strojenia fortepianu ma otwór kwadratowy lub ośmiokątny (do pokręcania kołków stroikowych o kwadratowym trzpieniu). Także klucz konduktorski (do blokowania okien w pociągach) ma otwór kwadratowy.